# 20/20 (album des Beach Boys)
Pour les articles homonymes, voir 20/20.
Albums de The Beach Boys
Friends
(1968) Sunflower
(1970)
20/20, sorti en 1969, est le quinzième album studio du groupe The Beach Boys, et leur vingtième en tout (d'où son titre).
Il fait partie des albums contenant les reliques du célèbre projet jamais abouti SMiLE. 

## Titres
| No  | Titre                                                                     | Durée |
| --- | ------------------------------------------------------------------------- | ----- |
| 1.  | Do It Again (Brian Wilson, Mike Love)                                     | 2:25  |
| 2.  | I Can Hear Music (Jeff Barry, Ellie Greenwich, Phil Spector)              | 2:36  |
| 3.  | Bluebirds over the Mountain (Ersel Hickey)                                | 2:51  |
| 4.  | Be with Me (Dennis Wilson)                                                | 3:08  |
| 5.  | All I Want to Do (Dennis Wilson, Steve Kalinich)                          | 2:02  |
| 6.  | The Nearest Faraway Place (Bruce Johnston)                                | 2:39  |
| 7.  | Cotton Fields (The Cotton Song) (Huddie Ledbetter)                        | 2:21  |
| 8.  | I Went to Sleep (Brian Wilson, Carl Wilson)                               | 1:36  |
| 9.  | Time to Get Alone (Brian Wilson)                                          | 2:40  |
| 10. | Never Learn Not to Love (Charles Manson, non crédité, arr. Dennis Wilson) | 2:31  |
| 11. | Our Prayer (Brian Wilson)                                                 | 1:07  |
| 12. | Cabinessence (Brian Wilson, Van Dyke Parks)                               | 3:34  |

En 1990, les enregistrements ont été remasterisés. 20/20 et Friends sont sortis sur un seul CD agrémenté de titres bonus :
| No | Titre                                           | Durée |
| -- | ----------------------------------------------- | ----- |
| 1. | Break Away (Brian Wilson, R.Dunbar)             |       |
| 2. | Celebrate The News (Dennis Wilson, G. Jakobson) |       |
| 3. | We're Together Again (Brian Wilson, R. Wilson)  |       |
| 4. | Walk On By (Burt Bacharach, H. David)           |       |
| 5. | Old Folks At Home/Ol'Man River (Stephen Foster) |       |